# Sáo đầu vàng
Sáo đầu vàng (tên khoa học: Ampeliceps coronatus) là một loài chim trong họ Sturnidae. Loài này phân bổ từ Ấn Độ đến Việt Nam và vùng Bắc Malaysia.